# Улица Химиков (Санкт-Петербург)
Улица Хи́миков — улица в Красногвардейском районе Санкт-Петербурга. Проходит от шоссе Революции до улицы Коммуны.

## История
Название улицы связано с нахождением на ней Института химических волокон и Охтинского химического завода.
С 1907 года улица входила в состав дороги в Рыбацкое; с 1939 года называлась аллеей Володарского (в часть агитатора В. Володарского). Аллея была длиннее, чем современная улица — северо-западная её часть уходила за современную улицу Коммуны, но в конце 1960-х годов эта её часть вошла в состав территории научно-исследовательского института химических волокон. Переименование на текущее название произошло 6 декабря 1976 года.

## Пересечения
- шоссе Революции
- улица Электропультовцев
- улица Коммуны

## Транспорт
Ближайшая к улице Химиков станция метро — «Ладожская» 4-й (Правобережной) линии.
По улице проходит трасса автобусного маршрута № 92.

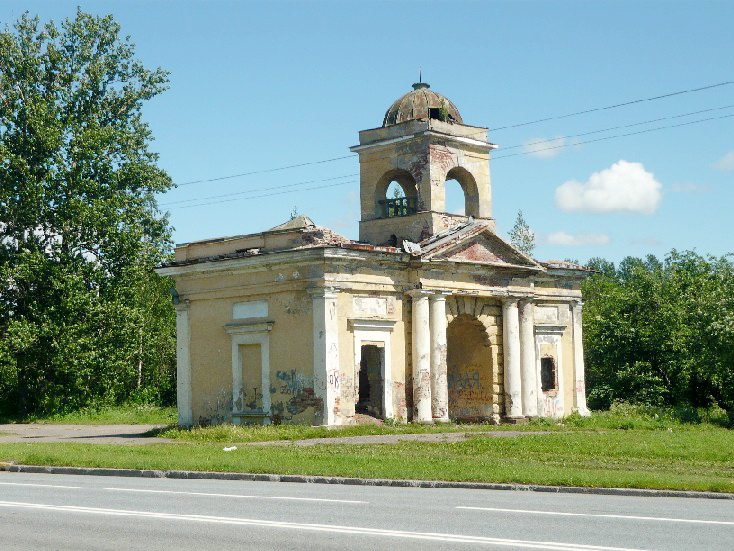
Александровские ворота

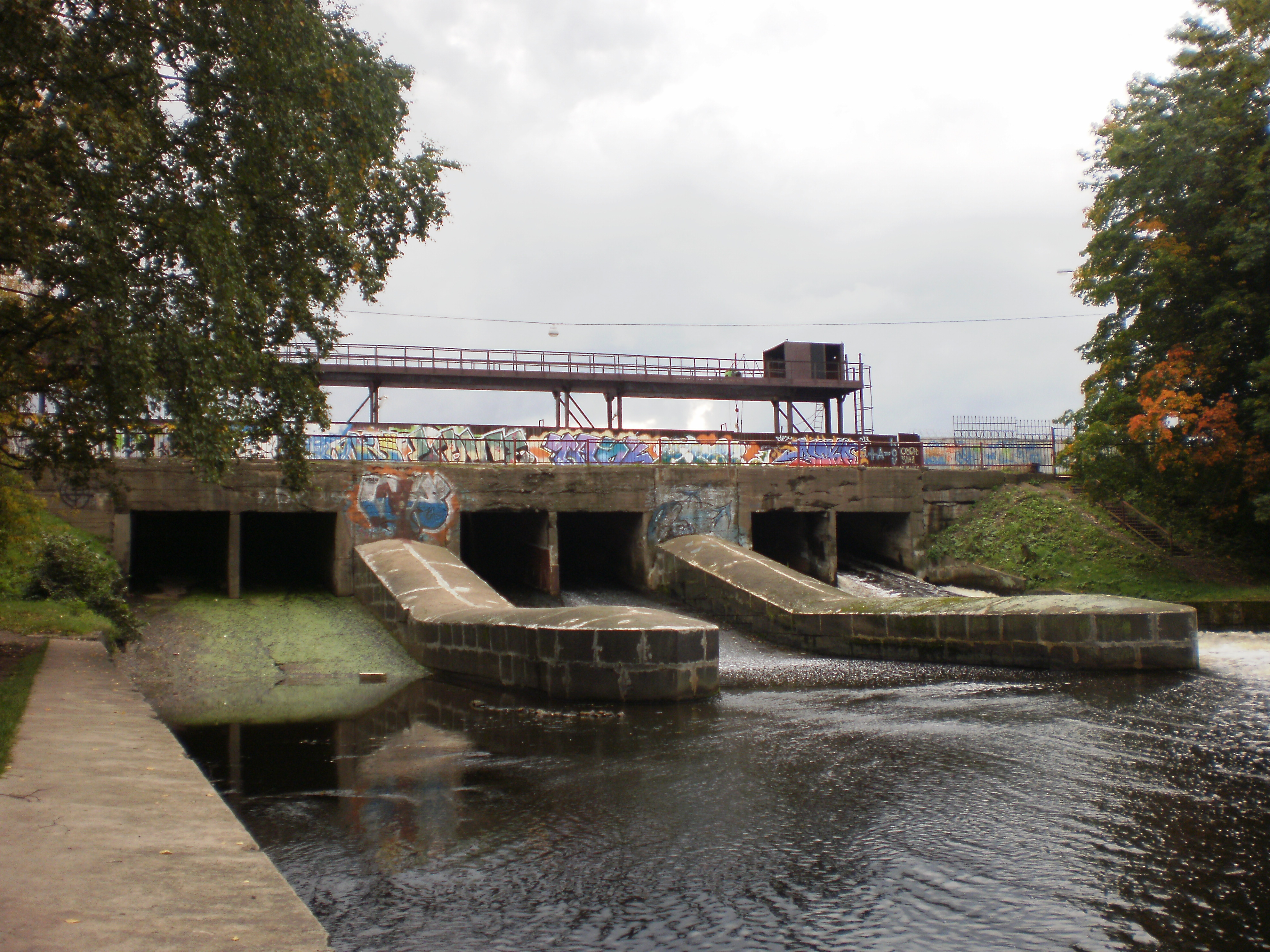
Охтинская плотина

## Достопримечательности
- Александровские ворота  781710804000005
- № 28 — Водонапорная башня  7830094002
- Охтинская плотина (на углу с улицей Коммуны)